# Sichelstraße (Trier)
Die Sichelstraße ist eine Straße in Trier im Stadtteil Mitte. Sie verläuft als Verlängerung der Glockenstraße von der Ecke Rindertanzstraße/Sieh um Dich bis zur Ostallee bzw. Balduinstraße. An der Straße stehen das ehemalige Welschnonnenkloster, in dem sich heute Teile des Auguste-Viktoria-Gymnasiums befinden, sowie das  Max-Planck-Gymnasium Trier.

## Geschichte
Die Straße ist seit 1372 nach einem Haus „Zur Sichel“ benannt. Der untere Teil der Straße hieß bis ins 19. Jahrhundert hinein Wollgasse.

## Kultur- und Naturdenkmäler

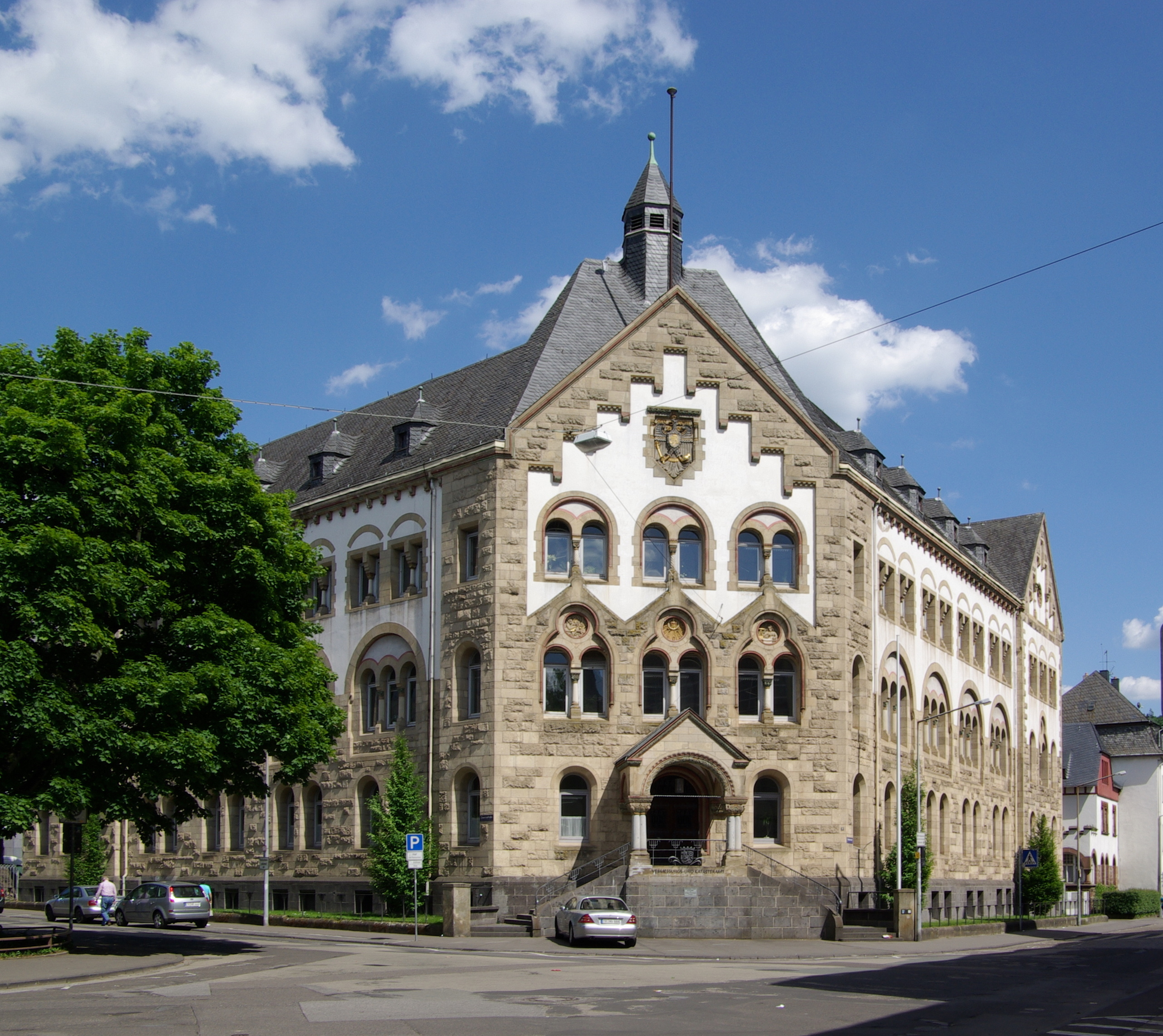
Sichelstraße 8

Die Sichelstraße ist Teil der Denkmalzone Kochstraße/Sichelstraße. Darüber hinaus stehen in der Straße fünf Einzeldenkmäler. Auffallend ist neben den beiden genannten Schulkomplexen auch das Gebäude der ehemaligen Neuen Regierung an der Sichelstraße 8, in dem sich heute das Katasteramt Trier befindet.
Historisch bedeutsame Gebäude waren die beiden zerstörten Bürgerhäuser mit den Hausnummern 56 und 57 im Stil des Klassizismus, das Ökonomiegebäude des Hofes Fetzenreich und das ehemalige Kapuzinerkloster. Das Kapuzinerkloster entstand, als 1616 Jutta von Hattstein den Kapuzinern ein Grundstück auf dem alten Judenfriedhof am Viehmarkt schenkte und das Kloster 1617 unter Erzbischof Lothar von Metternich zunächst dort errichtet wurde. 1762 wurde es an die Stelle in der Sichelstraße verlegt. 1802 wurde es jedoch im Rahmen der Säkularisation geschlossen und war danach ein privates Theater. Nach der Zerstörung im Zweiten Weltkrieg 1944  wurde es nicht wieder aufgebaut.
Im Hof von Sichelstraße 19 stehen ein Tulpenbaum und zwei Buchsbäume, die als Naturdenkmal ausgewiesen sind.

## Geschäfte
In der Sichelstraße 26 befindet sich die Konditorei Razen.